# Arabella mimetica
Arabella mimetica är en ringmaskart som beskrevs av Chamberlin 1919. Arabella mimetica ingår i släktet Arabella och familjen Oenonidae. Inga underarter finns listade i Catalogue of Life.